# 安全地帯XIV〜The Saltmoderate Show〜
『安全地帯XIV〜The Saltmoderate Show〜』（あんぜんちたいフォーティーン ザ・ソルトモデラート・ショー）は、日本のロックバンドである安全地帯の14枚目のオリジナル・アルバム。
2013年3月6日にソニー・ミュージックレコーズの「SALTMODERATE」レーベルからリリースされた。オリジナル・アルバムとしては前作『安全地帯XIII JUNK』（2011年）より約1年半振りのリリースとなった。作詞は全曲玉置浩二が担当、作曲は玉置の他に武沢侑昂、矢萩渉、六土開正、田中裕二とメンバー全員が担当、プロデュースは玉置が担当している。
レコーディングは日本国内で行われ、本作は玉置浩二扮する根尻七五三（ねじりしめぞう）が進行するショ―仕立ての構成であり、玉置以外のメンバーが作曲した曲も収録されるなど異色の作品となった。
本作に纏わる先行シングルはリリースされておらず、本作からは1曲もシングルカットされていない。本作後に安全地帯としてオリジナル・アルバムがリリースされていないため、本作が最後の安全地帯のオリジナル・アルバムとなっている。本作はオリコンアルバムチャートにおいて最高位第38位となった。

## 背景
前々作『安全地帯XII』（2011年）をリリースした安全地帯は、同年9月17日の南足柄市文化会館から12月18日の旭川市民文化会館まで「コンサートツアー2011 " 田園～結界"」と題したコンサートツアーを開催、26都市全30公演が行われた。
ライブツアー開催中である11月16日には、玉置がソロ活動において発表した曲を安全地帯としてカバーしたアルバム『安全地帯XIII JUNK』（2011年）がリリースされた。
2012年に入り、デビュー30周年を迎えた安全地帯は6月27日に3度目となるSony Music Recordsへの移籍を発表した。それに伴い自主レーベル「SALTMODERATE」を設立し、以降安全地帯名義、玉置浩二名義のどちらも並行して活動を行う事が発表された。レーベル名の「SALTMODERATE」は「塩分控えめ」という意味であり、メンバー全員が50代となり健康に留意し自然体で行こうという思いが込められた。
8月22日には「SALTMODERATE」レーベルから30周年第一弾作品としてカバー・アルバム『The Ballad House〜Just Old Fashioned Love Songs〜』（2012年）がリリースされ、7月1日には『安全地帯＆玉置浩二SALTMODERATE発足記念USTREAM特番「ソルトモ」』が同バンド初のUstream番組として配信された。9月5日および6日には30周年記念コンサート「ANZENCHITAI 30th Anniversary Concert "The Ballad House"」が東京国際フォーラム ホールCにて開催され、12月12日にはその模様を収録したライブDVD『30th Anniversary Concert "The Ballad House"』がリリースされた。

## 音楽性とコンセプト
本作は玉置扮する「根尻七五三」という人物が進行役となり、時報と共に派手なオープニングナンバーが開始され、名調子の語り口の後に曲が進行していくコンセプト・アルバムとなっている。またそれまでの安全地帯の曲において玉置と矢萩の共作曲以外は制作されなかったが、本作ではメンバー全員が作曲を行っている事が特徴として挙げられ、より幅広い音楽性となっている。壮大なスケールの「愛を鳴らせ」などが収録されている他、シタールの音色を使用した実験的な「～笑って～」なども収録されており、毎日新聞デジタルでは「ショー仕立てならではの遊び心をちりばめつつ、しっとりした泣かせるナンバーでアルバムは終わる。笑いあり、涙ありのバラエティーショーならぬ、バラエティーアルバムだ」と総括している。

## リリース、プロモーション、ツアー
本作は2013年3月6日にSony Music Recordsの「SALTMODERATE」レーベルからリリースされた。リリースに伴い、NHK総合音楽番組『SONGS』（2007年 - ）にメンバー一同が出演し、出身地である旭川でのロケが行われ、玉置が両親の元を訪れた他に母校の中学生たちに歌を贈呈するなどの企画が放送された。
2017年11月22日にはデビュー35周年を記念して紙ジャケット、ブルースペックCD2にて再リリースされた。
本作を受けてのコンサートツアー「30th Anniversary Concert Tour Encore "The Saltmoderate Show"」は、同年3月24日のよこすか芸術劇場から6月16日のフェスティバルホールまで10都市全14公演に及んで開催された
。同公演の内、4月26日から3日間連続公演となった渋谷公会堂での模様を収録したライブDVDおよびBlu-ray Disc『30th Anniversary Concert Tour Encore “The Saltmoderate Show”』が9月25日にリリースされた。

## 批評、チャート成績
| 専門評論家によるレビュー | 専門評論家によるレビュー |
| レビュー・スコア         | レビュー・スコア         |
| 出典                     | 評価                     |
| ------------------------ | ------------------------ |
| CDジャーナル             | 肯定的                   |
| TOWER RECORDS ONLINE     | 肯定的                   |

批評家たちからは本作のショー仕立てになっていることに言及があったほか、音楽性や遊び心のある作風に関して肯定的な意見が挙げられており、音楽情報サイト『CDジャーナル』では、ショー仕立ての構成に関して玉置の遊び心が随所に感じられるとしながらも、「楽曲そのものは至って真面目」と評価し、安定感のある演奏でアップテンポのナンバーからバラードまで多岐に亘るラブソングが収録されている事に関して「まさに愛の伝道師の面目躍如」と称賛した。また、2017年の再リリース盤ではショー仕立ての構成に「唖然とする」としながらも、「じんわりと心温まる名曲がぎっしりと詰まっている」と評した他、メンバー全員が作曲を行っている事を踏まえて「個性とともに音楽性の振れ幅を再認識させる」と肯定的に評価した。音楽情報サイト『TOWER RECORDS ONLINE』では、本作がショー仕立ての構成である事に触れた上で「名曲のオンパレードであることはもちろん、玉置浩二をはじめとしたメンバーの遊び心も随所にみられる作品」と高く評価し、また玉置以外のメンバーの曲が収録されている事に関して「非常に興味深い内容の一枚」と総括した。
本作はオリコンアルバムチャートにおいて最高位第38位の登場週数5回となり、売り上げ枚数は0.6万枚となった。本作の売り上げ枚数は1988年以降の安全地帯のアルバム売上ランキングにおいて第15位となった。2022年に実施されたねとらぼ調査隊による安全地帯のアルバム人気ランキングでは第9位、2023年に実施された同ランキングでは第8位となった。

## 収録曲
- CDブックレットに記載されたクレジットを参照[25]。ベーシック・トラック・アレンジは矢萩渉および武沢侑昂が担当、13曲目はTomi Yo、1曲目および14曲目はtoshi808が参加している。また、1曲目および5曲目、12曲目、14曲目はインストゥルメンタルになっている。

| #         | タイトル                                                                                        | 作詞      | 作曲                       | 編曲      | 時間  |
| --------- | ----------------------------------------------------------------------------------------------- | --------- | -------------------------- | --------- | ----- |
| 1.        | 「根尻七五三アワー「The Saltmoderate Showのテーマ」」(演奏：根尻七五三とノース・パンプキン楽団) |           | 玉置浩二、toshi808         | 安全地帯  | 2:06  |
| 2.        | 「愛を鳴らせ」                                                                                  | 玉置浩二  | 玉置浩二                   | 安全地帯  | 4:49  |
| 3.        | 「よかった」                                                                                    | 玉置浩二  | 武沢侑昂                   | 安全地帯  | 3:31  |
| 4.        | 「盾」                                                                                          | 玉置浩二  | 矢萩渉                     | 安全地帯  | 4:42  |
| 5.        | 「ソルトモ･ジングル～モーニング」                                                               |           | 玉置浩二                   | 安全地帯  | 0:04  |
| 6.        | 「半端そうにYes」                                                                               | 玉置浩二  | 玉置浩二                   | 安全地帯  | 4:18  |
| 7.        | 「ミステリー」                                                                                  | 玉置浩二  | 玉置浩二                   | 安全地帯  | 3:28  |
| 8.        | 「ただいま…おかえり」                                                                           | 玉置浩二  | 六土開正                   | 安全地帯  | 3:55  |
| 9.        | 「希望の光」                                                                                    | 玉置浩二  | 田中裕二、矢萩渉、玉置浩二 | 安全地帯  | 1:36  |
| 10.       | 「～笑って～」                                                                                  | 玉置浩二  | 武沢侑昂、矢萩渉、玉置浩二 | 安全地帯  | 2:18  |
| 11.       | 「パンチ∞トンチ」                                                                               | 玉置浩二  | 玉置浩二、矢萩渉           | 安全地帯  | 4:43  |
| 12.       | 「ソルトモ･ジングル～イブニング」                                                               |           | 玉置浩二                   | 安全地帯  | 0:13  |
| 13.       | 「海路」                                                                                        | 玉置浩二  | 玉置浩二                   | 安全地帯  | 4:52  |
| 14.       | 「根尻七五三アワー「The Saltmoderate Show お別れのテーマ」」                                    |           | 玉置浩二、toshi808         | 安全地帯  | 1:58  |
| 15.       | 「忘れじの君の面影」                                                                            | 玉置浩二  | 玉置浩二                   | 安全地帯  | 3:00  |
| 合計時間: | 合計時間:                                                                                       | 合計時間: | 合計時間:                  | 合計時間: | 45:33 |

## スタッフ・クレジット
- CDブックレットに記載されたクレジットを参照[26]。

### 安全地帯
- 玉置浩二 – ボーカル
- 矢萩渉 – ギター
- 武沢侑昂 – ギター
- 六土開正 – ベース、ピアノ
- 田中裕二 – ドラムス

### 参加ミュージシャン
- トオミヨウ – キーボード（2, 13曲目）、プログラミング（2, 13曲目）
- 佐野聡 – トロンボーン（1, 2曲目）
- 古村敏比古 – テナーサクソフォーン（11曲目）
- toshi808 – キーボード（1, 2, 4, 6, 7, 14曲目）、プログラミング（1, 2, 4, 6, 7, 14曲目）
- 山下昭和 – ブル－ス・ハープ（11曲目）

### 録音スタッフ
- 玉置浩二 – プロデューサー
- 高松明治 – ミキシング・エンジニア、レコーディング・エンジニア
- 松井寿成 – ディレクター
- 阿部充泰（ソニー・ミュージックコミュニケーションズ） – マスタリング・エンジニア
- 須藤晃（カリント・ファクトリー） – サウンド・メーキング・コーパレーター
- 樫本大輔（BS&Tスタジオ） – サウンド・メーキング・コーパレーター

### 美術スタッフ
- 賀茂将幸 (Iris) – 写真撮影
- 横田勝広 – スタイリスト
- 油屋喜明 (Swing) – ヘアー・メイクアップ
- 加藤亮 – ジャケット・デザイナー、ジャケット写真撮影

### 制作スタッフ
- 遠山豊 – スペシャル・サンクス
- 飯島則充 (Promax) – スペシャル・サンクス
- 宮下隆宏・りえ（ハーヴェストロードハウス） – スペシャル・サンクス
- 大平兼太郎（ヒルトン東京） – スペシャル・サンクス
- 木下“George”孝・木下華 (Clockwise) – スペシャル・サンクス
- 小松紀之 – スペシャル・サンクス
- 平賀裕二 (SOUND CREW) – スペシャル・サンクス
- Y's Cafeスタッフ – スペシャル・サンクス
- 上田絵実子 – スペシャル・サンクス
- 落合雪恵 – スペシャル・サンクス
- 橋本仁 – スペシャル・サンクス
- 安全地帯2012 Tour Crew – スペシャル・サンクス
- 山下昭和 (Great Dane) – アーティスト・マネージャー
- 寺本佳世 (Steezlab Music) – A&R
- 溝江由美子 (Steezlab Music) – A&R
- 大森はるみ (Steezlab Music) – A&Rデスク
- 西尾さなえ (Steezlab Music) – A&Rデスク
- 玉置工子 – ゼネラルマネージャー
- 高木伸二 (Steezlab Music) – エグゼクティブ・プロデューサー

## チャート
| チャート         | 最高順位 | 登場週数 | 売上数  | 出典  |
| ---------------- | -------- | -------- | ------- | ----- |
| 日本（オリコン） | 38位     | 5回      | 0.6万枚 | [ 2 ] |

## リリース日一覧
| No. | リリース日     | レーベル                                    | 規格         | カタログ番号 | 備考                   | 出典          |
| --- | -------------- | ------------------------------------------- | ------------ | ------------ | ---------------------- | ------------- |
| 1   | 2013年3月6日   | ソニー・ミュージックレコーズ / SALTMODERATE | CD           | ZMCL-3       |                        | [ 20 ] [ 1 ]  |
| 2   | 2013年3月6日   | ソニー・ミュージックレコーズ / SALTMODERATE | AAC-LC       | -            | デジタル・ダウンロード | [ 27 ]        |
| 3   | 2013年3月6日   | ソニー・ミュージックレコーズ / SALTMODERATE | ロスレスFLAC | -            | デジタル・ダウンロード | [ 28 ]        |
| 4   | 2017年11月22日 | ソニー・ミュージックダイレクト / GT music   | BSCD2        | MHCL-30476   | 紙ジャケット仕様       | [ 21 ] [ 29 ] |